# Kostelec u Heřmanova Městce
Kostelec u Heřmanova Městce là một làng thuộc huyện Chrudim, vùng Pardubický, Cộng hòa Séc.